# Sartén

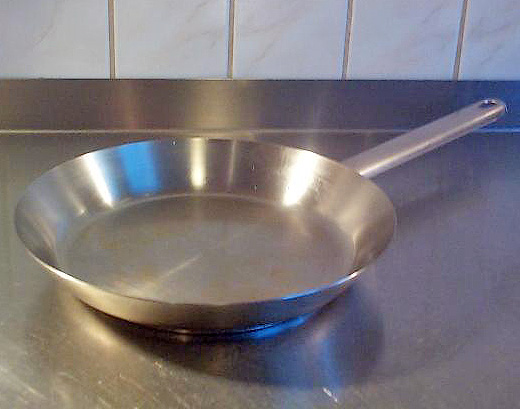
Sartén de acero inoxidable.

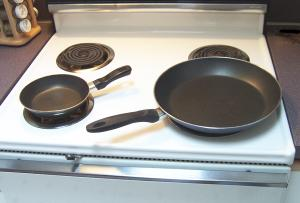
Sartenes con revestimiento antiadherente.

Sartén es un utensilio de cocina, usado para freír y saltear, generalmente en aceite o mantequilla o cualquier otra grasa o manteca. Consiste en un puño metálico de bordes bajos y abiertos y un mango que puede ser plástico (baquelita), del mismo metal o de madera, para sujetarlo. Actualmente muchas vienen recubiertas de teflón antiadherente, que facilita la cocción o fritura de los alimentos al evitar que se peguen los alimentos a la sartén. Pueden poseer tapa en algunos casos. Al golpe dado con sartén se le denomina «sartenazo».

## Terminología y género
En diversas partes de España se llama (o llamaba) también «padilla» o «paila». Tiene diversas denominaciones a lo largo de todo el mundo. En Galicia se le conoce tradicionalmente como tixola, en catalán se llama paella.
El uso de la palabra sartén posee claras variaciones dependiendo de la zona geográfica. Los defensores del género masculino de sartén suelen argumentar que, aunque en latín sartago era femenino, en general, todos los sustantivos terminados -én son masculinos: andén, edén, almacén, terraplén, y que por eso herrén y llantén, que eran femeninos en latín (ferrago, plantago), se han hecho masculinos en castellano. Según el diccionario de la Real Academia Española (RAE), sartén pertenece al género femenino, aunque la RAE observa que "en muchos lugares de América y España es usado como masculino". Parece que "el sartén" es uso general en gran parte de América y su empleo está documentado también en Asturias, Bilbao y Canarias.

## Materiales

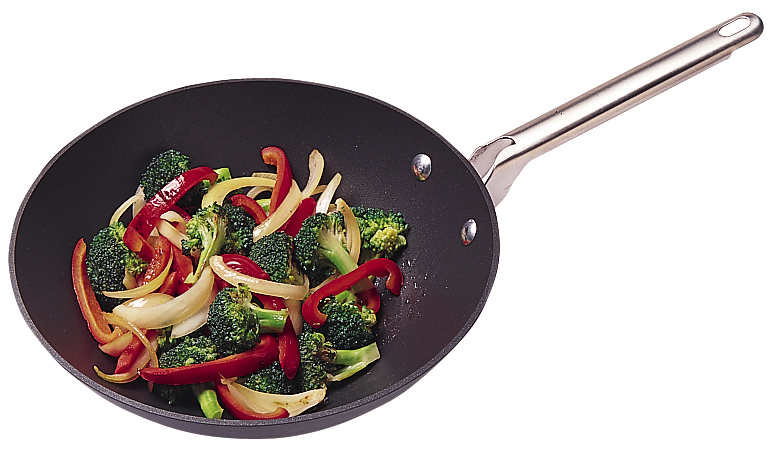
Verduras salteadas en sartén tipo wok.

Los materiales más comunes de fabricación de sartenes son:
- Aluminio: es un material ligero que consigue una óptima distribución del calor. El aluminio es oxidable y vulnerable a la corrosión, sin embargo, el óxido de aluminio, a diferencia del óxido de hierro, crea una capa que protege el interior del cuerpo de mayor oxidación. Hoy en día se utiliza aluminio anodizado, que es resitente a la oxidación, y suele presentar algún recumbrimiento antiadherente (basado en teflón o politetrafluoroetileno). Los recumbrimientos basados en teflón no soportan altas temperaturas. Se puede dar la transferencia del aluminio a los alimentos. Sin embargo, el aluminio anodizado es bastante seguro y se desconoce si es perjudicial o no. Por sí solo no es apto para inducción, sin embargo, los utensilios modernos suelen estar habilitados para la inducción, ya que el aluminio sigue siendo el material de la mayoría de sartenes para el consumidor medio.
- Acero no aleado. Es apropiado para todo tipo de cocinas.
- Metales de fundición como acero fundido, hierro fundido y aluminio fundido: tienen el inconveniente de pesar más, pero son las preferidas por los grandes chefs debido a que no se sobrecalientan fácilmente y el calor se reparte de manera más uniforme. Gracias a que el material es más grueso, permiten más usos que solo freír y saltear.
- De cobre: estaban más extendidas en la antigüedad, aunque su uso ha quedado restringido por el elevado precio del cobre, tiene como ventajas la elevada transmisión térmica (no guarda calor, aunque también puede ser una desventaja) y su ligereza. Se produce transferencia del cobre a los alimentos, y el cobre es tóxico, por lo que sólo se usa para algunas preparaciones, como dulces y merlemadas.
- Acero inoxidable: es un material muy popular entre profesionales. Es el más saludable de todos los metales: apenas hay transferencia en los alimentos. No es fácil aprender a usarlo debido a que no es antiadherente, y es es el más caro de los materiales.

## Uso en los videojuegos
El uso de sartén es muy popular en los videojuegos de Battle royale, ya que es usada como un arma de combate de cuerpo a cuerpo con la que se da «sartenazos». Se mencionan algunos juegos que hacen uso de este utensilio:
- PlayerUnknown's Battlegrounds
- Garena Free Fire
- Team Fortress 2